# House (muziekstijl)
House is een stroming in de muziek die sinds het einde van de jaren tachtig samen met techno het dominante genre in de elektronische dansmuziek is. Het is een indirecte afstammeling van disco en directe afstammeling van Italodisco (wat de sleutel tussen disco en house was) en kenmerkt zich door het gebruik van beats met de vierkwartsmaat en opzwepende baslijnen. Het verschil tussen disco en Italodisco kenmerkt zich doordat Italodisco een volledig elektronische vorm is van disco, zoals house werd gemaakt.
Housemuziek wordt gewoonlijk gemaakt met elektronische apparaten zoals synthesizers, keyboards, drumcomputers en/of samplers. De maker van een housenummer noemt zich de producer en de persoon die de song afspeelt noemt men de diskjockey. Op houseparty's worden urenlang houseplaten live achter elkaar gemixt. De opbouw van housemuziek is behoorlijk vrij en varieert zich van volledig instrumentale nummers tot aan traditionele songstructuren met coupletten en refrein. Bij het maken van housemuziek worden vaak samples gebruikt. Het genre kent veel invloeden uit disco, soul, hiphop, jazz, latin en freestyle. Het genre kent vele substromingen en diverse subscenes. Zodoende kan het sinds de jaren tachtig op een redelijk constante aanhang rekenen. House uit Chicago, techno uit Detroit en de garage uit New York zijn de voorlopers op varianten van elektronische dansmuziek die over jaren gevormd zullen worden.
Er ontstaat vaak verwarring tussen de naam house als synoniem voor dancemuziek of voor de benaming van een subgenre. Aanvankelijk werd alle elektronische dansmuziek als house benoemd. Vanaf het begin van de jaren negentig is men house steeds minder gaan gebruiken als parapluterm voor alle soorten elektronische dansmuziek. De gangbaarste parapluterm is nu dance, terwijl de term house nu staat voor een specifieke stroming die het meeste lijkt op de originele Chicago-house.

## Subgenres
- Acid house
- Bass house
- Bigroomhouse
- Clubhouse
- Deephouse
- Discohouse
- Dutch house
- Electrohouse
- French house
- Funky house
- Future house
- Garagehouse
- Hardhouse
- Hardcore house
- Hiphouse
- Jackin' house
- Latin house
- Progressive house
- Saxohouse
- Tech house
- Tribal house
- Tropical house

## Geschiedenis

### Ontstaan
De term 'house' is gerelateerd aan de Warehouse, housemuziek ontstond minstens twee jaar na de sluiting van de club, dus de Warehouse heeft nooit de kans gehad om housemuziek te spelen. Frankie Knuckles draaide R&B, disco, funk, soul, hij draaide zelfs country en western, maar hij draaide nooit housemuziek in de Warehouse. De manier waarop de term house ontstond, was via een importzaak "Importes, Etc"  (waar o.a. Italo disco uit Europa werd geïmporteerd). Chip E. was een van de kopers daar destijds. Het is belangrijk om op te merken dat er vóór de housemuziek, het genre van dancemuziek, een cultuur in Chicago was van kinderen en jongvolwassenen die naar de Warehouse feesten gingen, en die stonden bekend als "house". Dit is waar veel van de verwarring ontstaat, tussen het definiëren van de oorsprong van "housemuziek" en "housecultuur". 
In de Paradise Garage (waar de term garage vandaan komt) in New York, waar Larry Levan zijn draaikunsten vertoonde. Beiden begonnen hun loopbaan in de discotijd. Het genre house werd uit nood geboren doordat disco rond 1981 uitgestorven was, maar je had nog steeds Italodisco, Claudio Simonetti, Doctor’s Cat, Klein & MBO . Zij namen disco en veranderden het in elektronische muziek. Wat o.a. Frankie Knuckles en Chip E. deden was het naar de volgende fase brengen: de fase van disco naar Italo Disco, naar uiteindelijk house. Italo Disco is de belangrijkste sleutel tussen disco en house. In feite kwam de inspiratie vanuit Europa naar Amerika, en kwam het weer terug in Europa. 

### Chicagoscene
Er kwam al snel behoefte aan platen met daarop de nieuwe muziek. Het nummer On & On van Jesse Saunders was een van de eersten. Ook het nummer Your love van Frankie Knuckles wordt in deze periode gemaakt. Al snel sloten nieuwe dj's en producers zich bij de ontwikkelingen aan. Dat waren namen als Chip E., Marshall Jefferson, Lil Louis, Ron Hardy en DJ Pierre. Met Fingers inc. (Larry Heard) en Ten City ontstonden ook de eerste bandformaties met housemuziek. Het is Farley Jackmaster Funk die in 1986 met de single Love can't turn around een wereldhit maakt en housemuziek ineens onder de aandacht bracht. Hierbij maakte de sterke disco-invloed het nummer aantrekkelijk voor de radio. Niet veel later wist ook Steve Hurley ook de wereldwijde hitlijsten te bereiken met het onversneden housenummer Jack your body. Ook in New York begon de muziek aan te slaan. Hier waren het namen als Todd Terry en David Morales die het pionierswerk deden. Deze stroming wordt garage genoemd.
In de late jaren tachtig verschoof het middelpunt van de Amerikaanse housemuziek naar New York. De scene Chicago speelde geen rol van betekenis meer. Hoewel de housescene van New York het door het repressieve beleid van Rudy Giuliani eind jaren negentig zwaar te verduren kreeg, heeft de stad die positie behouden. Ook ontstond er een sterke band met de technoscene uit Detroit waardoor er de nodige kruisbestuivingen plaatsvonden. In deze periode ontstonden ook enkele afsplitsingen. Daarbij ging deephouse (Ralphi Rosario, Larry Heard) meer de kant van de jazz en soul op en hiphouse (Tyree, Fast Eddie) schurkte meer tegen hiphop aan. De groep Phuture slingert een golf van acid house aan.

### Doorbraak in Europa
In de zomer van 1987 kwam housemuziek, waaronder ook de techno uit Detroit, over naar Europa. Mede door Paul Oakenfold komt de housemuziek aan land op het partyeiland Ibiza en ontwikkelt zich het Balearic Beat-geluid. Van Ibiza slaat het over naar Engeland, daarna volgt de rest van Europa snel, ook mede dankzij MTV's Party Zone, een dan net gestart dance programma op MTV Europe. Vanuit Engeland zijn het acts als Coldcut en 808 State die het voortouw nemen. Singles als Theme from S'Express (S'Express) en Everything starts with an E (Ezee Posse) zorgen voor een goede verbinding met de populaire jeugdcultuur. Dit wordt ook opgepikt door Samantha Fox, die met Love house een uitstapje maakte richting house. In de zomer van 1988 vond de Second Summer of Love plaats, waarbij housemuziek definitief voeten aan de grond kreeg in de clubs. Ook Nederland was in 1988 aan de beurt. Aanvankelijk waren het pioniers als Eddy de Clercq, Joost van Bellen en Peter Slaghuis die de nodige weerstand moesten overwinnen. Maar vanaf eind 1988 begon het te lopen en hoorden bijvoorbeeld ook Dj Rob (Parkzicht), DJ Per en DJ Dimitri bij de vroegste ambassadeurs van de Nederlandse housemuziek. De media waren op dat moment nog niet erg enthousiast. De houding was bij de meeste journalisten behoorlijk vijandig en de muziek werd afgedaan als inhoudsloos gedreun dat snel overgewaaid zou zijn. Een uitzondering was Gert van Veen van de Volkskrant, die zijn ruimte gebruikte om de muziek aan te prijzen.

### Commercieel succes
Vanaf 1988 begon men in te zien dat housemuziek commercieel gezien behoorlijk interessant kon zijn. Er worden diverse hits gemaakt als French Kiss van Lil Louis en Dirty Cash van Adventures of Stevie V. Ook begonnen er echte artiestenalbums te verschijnen  zoals Anywayawanna van The Beatmasters en World clique van Deee-Lite. In 1989 is Grace Jones op haar album Bulletproof heart een van de eerste gevestigde artiesten die met housemuziek flirtte. Dit deed ook de populaire Madonna, toen ze in 1990 de single Vogue uitbracht. Twee producers die al snel inspeelden op deze trend waren Robert Clivilles en David Cole die met C+C Music Factory een succesvol commercieel houseproject begon. Daarmee wist het duo zich in de kijker te spelen bij grote artiesten als Mariah Carey en Whitney Houston, die van hun diensten gebruik maakten voor dansbare tracks. Ook het remixen van pop- en r&b-tracks werd populair. Producers als David Morales, Frankie Knuckles en Paul Oakenfold maakten er een serieuze business van waarin grote bedragen omgingen. Rond 1990 komt er een golf van housemuziek uit Italië die als Italo house (opvolger van Italodisco) wordt geduid en gekenmerkt is door pianoriffs. Vooral Black Box is hiervan de succesvolste uiting.

### Consolidatie
In de loop van de jaren negentig kwamen diverse nieuwe dancegenres onder de aandacht. Housemuziek wist daartussen echter stand te houden met platen als Give it up (The Goodmen), Show me love (Robin S) Dreamer (Livin Joy) en I like to move it (Reel 2 Real). In Engeland ontstond begin jaren negentig de stroming progressive house met Spooky en Sasha als vaandeldragers. UK garage is een variant die in de buitenwijken van Londen begint te groeien. In de Verenigde staten ontwikkelde de underground scene een eigen variant van housemuziek die later bekend zou zijn als Acidcore waarbij men voortborduurde op Acid House en de grond legde voor Hardcore. Die muziek werd gedraaid door een scene die zich met niet-commerciële feesten afzette tegen de steeds duurder wordende clubs. Deze feesten vonden plaats in privésferen op kleine en grote schaal in huizen en fabrieken. Pioniers in die stroming waren onder andere Walker en Mike Ink en Biochip C en Woody Mc Bride die onder andere op labels zoals DJ unclefever en Underground Resistance internationaal een naam voor zichzelf wisten te maken. Deze stijl was sneller en er werd meer gebruikgemaakt van distortion effect op beats en sounds. Ook ontstond in de Verenigde Staten onder leiding van Armand Van Helden het genootschap Da Mongoloids. Samen met een groep geestverwanten als Roger Sanchez en Masters at Work werd hij in de tweede helft van de jaren negentig een sturende factor in de ontwikkeling van house. Het gezelschap nam ook latere vernieuwers van housemuziek op. Armand Van Helden speelde ook een rol in het ontstaan van speedgarage.

### Franse housegolf
In 1996 kwam er vanuit Frankrijk een nieuwe golf housemuziek. Met de jaren was er in Parijs een bloeiende housescene ontstaan. Producer Ettienne de Crécy was daar actief bezig. Eerst met Motorbass en later met het album Super Discount, waarop hij zichzelf en zijn collega's aan de wereld presenteerde. Toen Daft Punk echter doorbrak met Homework, stonden de schijnwerpers ineens op Frankrijk gericht. De housemuziek kenmerkte zich door het vele gebruik van filters en greep sterk terug naar het discoverleden. In de jaren daarna waren het Cassius, Alex Gopher, Superfunk, Demon, Modjo, The Supermen Lovers en Bob Sinclar die een grote hoeveelheid hits produceren. Het duurde tot 2002 eer deze golf weer wegebte.

### Begin jaren 00
Mede door de Franse golf werd disco rond 1999 weer populair. I can't get enough van Soulsearcher, Turn around van Phats & Small en een remix van Sing it back door Moloko gaven het een duw in de rug. Daarbij waren producers als Full Intention en Joey Negro productieve leveranciers. Mede door de populaire verzamelaars van Hed Kandi verspreidde die muziek zich snel door allerlei openbare gelegenheden zoals horeca en winkels. Ook deephouse kreeg rond deze periode impulsen door invloed van Deep Dish (Stay Gold) en House of 909 (Beautiful). Meer underground ontwikkelde zich de Microhouse door artiesten als Isolée (Beau mot plage) en Akufen (Deck the house). In 2001 gaf Felix da Housecat een nieuwe wending met zijn album Kittenz & Thee glitz. Dit album bracht een ware revival van elektro teweeg die ook de housesound beïnvloedde. Ook Metro Area paste met zijn titelloze debuut in deze wending. LCD Soundsystem wist het door te zetten in een mengeling met rock. De invloed blijf lang na-ijlen en zorgde met Justice, Digitalism en Boys Noize rond 2007 voor een nieuwe golf van cross-overs tussen house en elektro.

### Eind jaren 00
Het commerciële housegeluid kreeg rond 2005 een nieuwe impuls met nieuwe Britse acts als Freemasons en Shapeshifters. Nog dominanter werd het drietal van de Swedish House Mafia. Mede door de samenwerkingsstrategie, die leek op die van De Mongoloids, wisten de Zweedse producers hun land op de kaart te zetten en die positie hielden ze jarenlang vast. In hun kielzog breken ook John Dahlbäck en Avicii door. Minstens zo gehaaid was David Guetta, die door samenwerking met grote artiesten een wereldster wordt. Zijn cross-over tussen house en r&b was een tijdlang dominant. In de underground werd intussen Fidget House zeer populair. Hiervan werden de Crookers de belangrijkste voorbeelden.

### Terug naar de basis
Als reactie op het commerciële geweld uit Frankrijk en Zweden ontstonden er rond 2010 nieuwe acts die teruggrijpen naar het meer traditionele housegeluid. Azari & III en Hot Natured zijn er voorbeelden van. Helemaal populair werd het Britse Disclosure, dat ook op festivals populair werd.

## Bekende muzieklabels gespecialiseerd in housemuziek
- Azuli Records
- Deconstruction Records
- Defected Records
- Hed Kandi
- Naked Music
- Strictly Rhythm
- Spinnin' Records
- Trax Records

## Bekende radioprogramma's in het housegenre
- House Top 1000
- Madhouse
- Hardwell Onair
- Clublife by Tiësto
- Jacked
- The Boom Room
- The X Vibe

## Voorbeelden van bekende artiesten per periode

### Pioniers in de jaren tachtig
- Farley 'Jackmaster' Funk
- Ron Hardy
- Larry Heard
- Hithouse
- Steve 'Silk' Hurley
- Marshall Jefferson
- Frankie Knuckles
- Ralphi Rosario
- Charanjit Singh
- Bam Bam
- Todd Terry
- Kevin Saunderson
- Juan Atkins
- Derrick May
- Joost van Bellen
- Steve Hurley
- Sterling Void

### Jaren negentig
- 2 unlimited
- DJ Rob
- 808 State
- Adamski
- Armand Van Helden
- Basement Jaxx
- Olav Basoski
- Carl Cox
- C+C Music Factory
- Daft Punk
- Deep Dish
- DJ Jean
- Erick Morillo
- Erick E
- Fierce Ruling Diva
- Fortran 5
- Cajmere
- Funky Green Dogs
- John Digweed
- Boris Dlugosch
- Sasha
- K-Klass
- Marc Kinchen
- Quazar
- Basement Jaxx
- Felix da Housecat
- Masters at Work
- Ian Pooley
- Roger Sanchez
- Full Intention
- Fatboy Slim
- Faithless
- Heller & Farley
- The Rhythm Masters
- Wildchild
- X-Press 2
- Mood II Swing
- George Morel
- King Britt

### 2000 tot 2009
- Afrojack
- Axwell
- Benjamin Bates
- Bob Sinclar
- Booka Shade
- Cassius
- Chuckie
- Crookers
- Dash Berlin
- David Guetta
- deadmau5
- Dirty South
- Don Diablo
- Dr. Kucho!
- Eric Prydz
- Fedde le Grand
- Freeform Five
- Freemasons
- Gregor Salto
- Kaskade
- Laidback Luke
- Martin Solveig
- Metro Area
- The Bloody Beetroots
- The Partysquad
- Roog
- Sebastian Ingrosso
- Shapeshifters
- Sidney Samson
- Steve Angello
- Steve Aoki
- Swedish House Mafia
- Tiësto
- Vato Gonzalez
- Voom:Voom
- Zedd

### 2010 en later
- Alesso
- Daniel Avery
- Avicii
- Azari & III
- Armin van Buuren
- Bingo Players
- Blondes
- Calvin Harris
- CamelPhat
- Dannic
- David Guetta
- Don Diablo
- Dimitri Vegas & Like Mike
- Disclosure
- Galantis
- Ghost Culture
- Hardwell
- Jay Hardway
- Kiesza
- Klingande
- Kygo
- Martin Garrix
- Nicky Romero
- Nora En Pure
- Oliver Heldens
- Maceo Plex
- Tensnake
- Tiësto
- Martin Solveig
- W&W

## Boeken
- Bidder, Sean - Pump up the Volume: A History of House Music, MacMillan, 2002, ISBN 0752219863
- Bidder, Sean - The Rough Guide to House Music, Rough Guides, 1999, ISBN 1858284325
- Terphoven, A. van & Beemsterboer, T. - Door! Dance in Nederland, Contact, 2004, ISBN 902542208X